# INSTEX
INSTEX, или Instrument in Support of Trade Exchanges — международная европейско-иранская система передачи финансовых сообщений, существовавшая с 2019 по 2023 год. Создана была Европейским Союзом в январе 2019 года. Основная цель INSTEX — облегчить торговые операции между европейскими компаниями и Ираном, обходя санкции, наложенные Соединёнными Штатами после того, как они вышли из ядерной сделки с Ираном (официально известной как Совместный всеобъемлющий план действий, JCPOA) в 2018 году.
Этот механизм предназначен для поддержки законных торговых связей с Ираном, в основном в областях, касающихся гуманитарных товаров, таких как лекарства, медицинское оборудование и продукты питания. INSTEX действует как посредник, позволяя европейским компаниям торговать с Ираном без прямого финансового обмена, что помогает избежать американских санкций. Операции по этому каналу обычно включают в себя компенсационные схемы, при которых платежи между торговыми партнерами осуществляются через систему взаимного зачёта.
Успешное функционирование INSTEX требует согласования с различными международными стандартами и законодательством, а также сотрудничества с иранской стороной, которая создала аналогичный механизм, называемый STFI (Special Trade and Finance Institute). В целом, INSTEX является примером попыток европейских стран сохранить экономические связи с Ираном и поддержать ядерную сделку в условиях сложной международной политической обстановки.
Интерес к участию в системе также высказывали в России.
В марте 2023 года, проведя всего 1 сделку, механизм был упразднён.